# Martha Stewart
Martha Helen Kostyra (n. Jersey City, Nova Jersey, Estats Units, 3 d'agost de 1941), més coneguda com a Martha Stewart, és una empresària, autora i presentadora de televisió estatunidenca que va formar un imperi amb el seu negoci d'estil de vida i cuina.
Nascuda en 1941 en el si d'una família de classe mitjana, va estudiar francès, castellà, portuguès i italià i deu idiomes més. En 1961, es va casar amb Andrew Stewart, amb qui va tenir la seva única filla: Alexis. Durant el seu matrimoni va tenir diverses ocupacions com ser model i corredora de borsa. Els Stewart es van divorciar en 1987.
La seva fortuna s'estima en 5 Mil milions de dòlars L'original sentit comercial i la visió creativa de Martha són els fonaments de Martha Stewart Living Omnimedia i l'ampli portafoli de mitjans que inclou propietats premiades com la revista i el seu programa de televisió d'àmplia sindicació, Martha Stewart Living; la revista Martha Stewart Weddings (revista sobre noces); la revista i el programa de televisió de PBS Everyday Food (sobre aliments); mercaderia de consum massiu que es ven a Kmart; i la seva línia de mobles Martha Stewart Signature (la marca de Martha Stewart) que es comercialitza a través de Bernhardt Furniture.
Va ser declarada culpable de conspiració, fals testimoniatge i obstrucció a la justícia l'any 2004, per haver usat informació privilegiada en vendre accions de l'empresa ImClone Systems. Va complir condemna a la presó en el Camp Presó Federal Alderson, WV, on va romandre durant mesos realitzant labors de neteja.
Després de sortir de la presó al març de 2005, ha dedicat tota la seva atenció a recuperar el seu imperi mediàtic i comercial. Stewart condueix el programa The Martha Stewart Show i va protagonitzar el reality L'Aprenent: Martha Stewart. A més, el seu llibre Everyday Food encapçala els llibres d'autoajuda més venuts de The New York Times.